# Expédition Harriman
Pour les articles homonymes, voir Harriman.

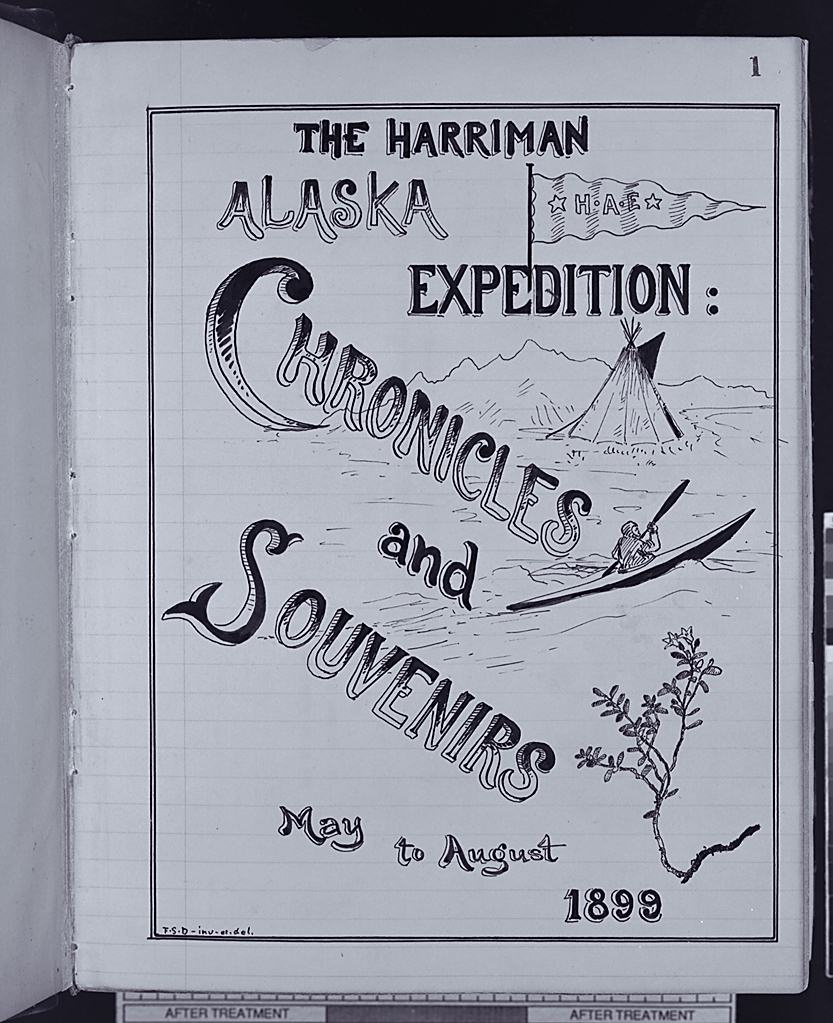
Page de garde d'un album souvenir créé par les membres de l'expédition.

L’expédition Harriman (anglais : Harriman Alaska Expedition) est une expédition organisée par Edward Henry Harriman, un magnat du chemin de fer et  financier, pour explorer les eaux côtières et le territoire de l'Alaska en 1899.

## L'expédition
Au cours de cette expédition, entre le 31 mai et le 30 juillet 1899, plus de 5 000 photographies ont été prises pour rapporter la progression et les découvertes. Une grande partie des données scientifiques récoltées ont été publiées à la suite de ce voyage. Par exemple, le College Fjord (en) a été découvert au cours de l'expédition.
Harriman affréta un navire de luxe, le George W. Elder avec pour but d'étudier la flore et la faune de l'Alaska. Il invita d'éminents scientifiques de l'époque pour l'accompagner, notamment John Burroughs, John Muir, George Bird Grinnell, Clinton Hart Merriam, Edward Sheriff Curtis, William Healey Dall et William Emerson Ritter.
Harriman a également utilisé un grand phonographe moderne avec lequel il jouait de la musique à ses arrivées dans les villages et les villes. Il a aussi utilisé ce moyen de captation pour enregistrer le dialecte Eyak mourant, permettant de garder l'une des rares traces de ce langage tel qu'il était parlé. Cet enregistrement sur cylindre a été longtemps cru perdu, mais il a été retrouvé par Anthony Seeger des Archives universitaires de musique traditionnelle de l'Indiana. Il a été authentifié par le linguiste Michael Krauss en 1985.

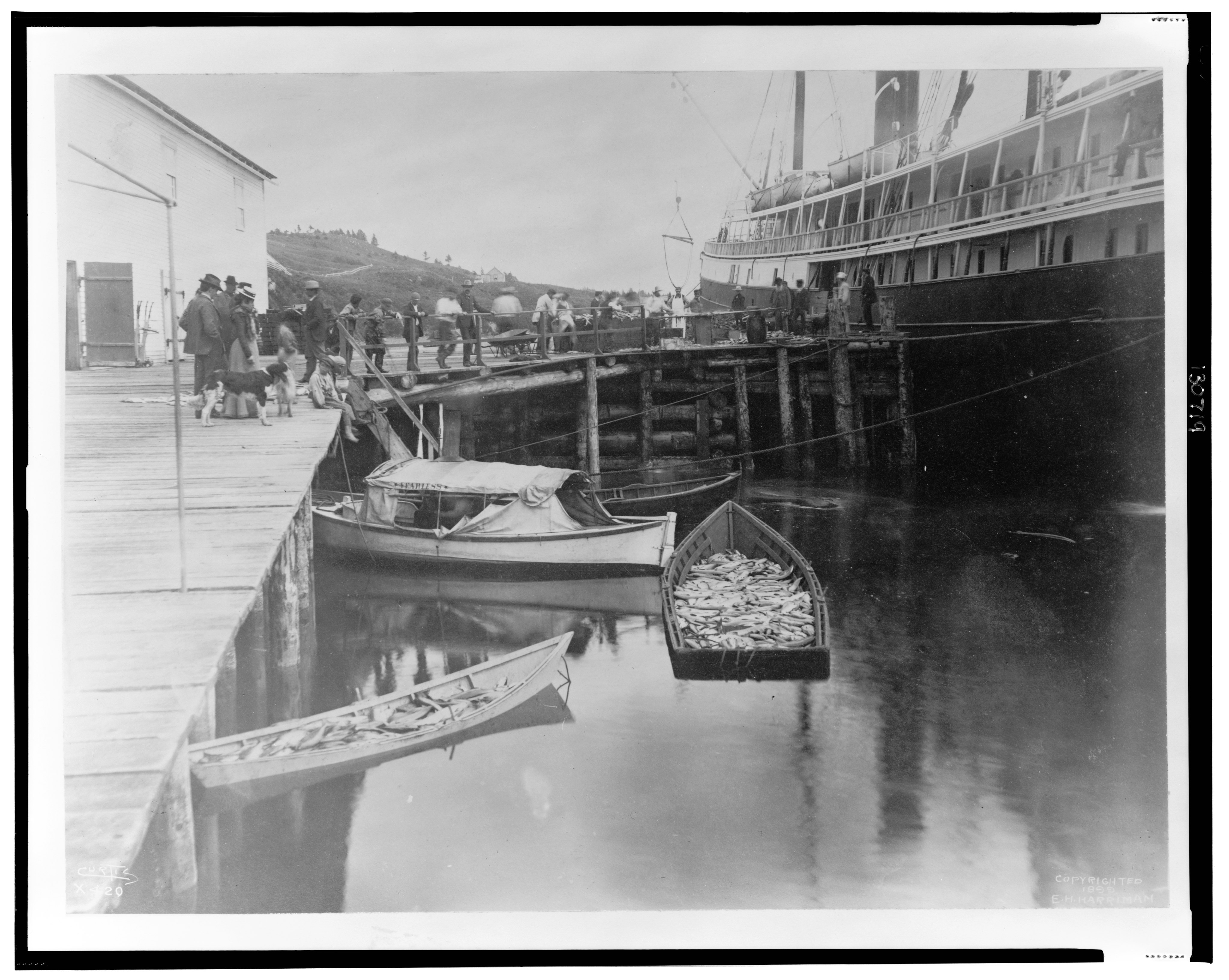
Le George W. Elder à quai, peut-être à Sitka.
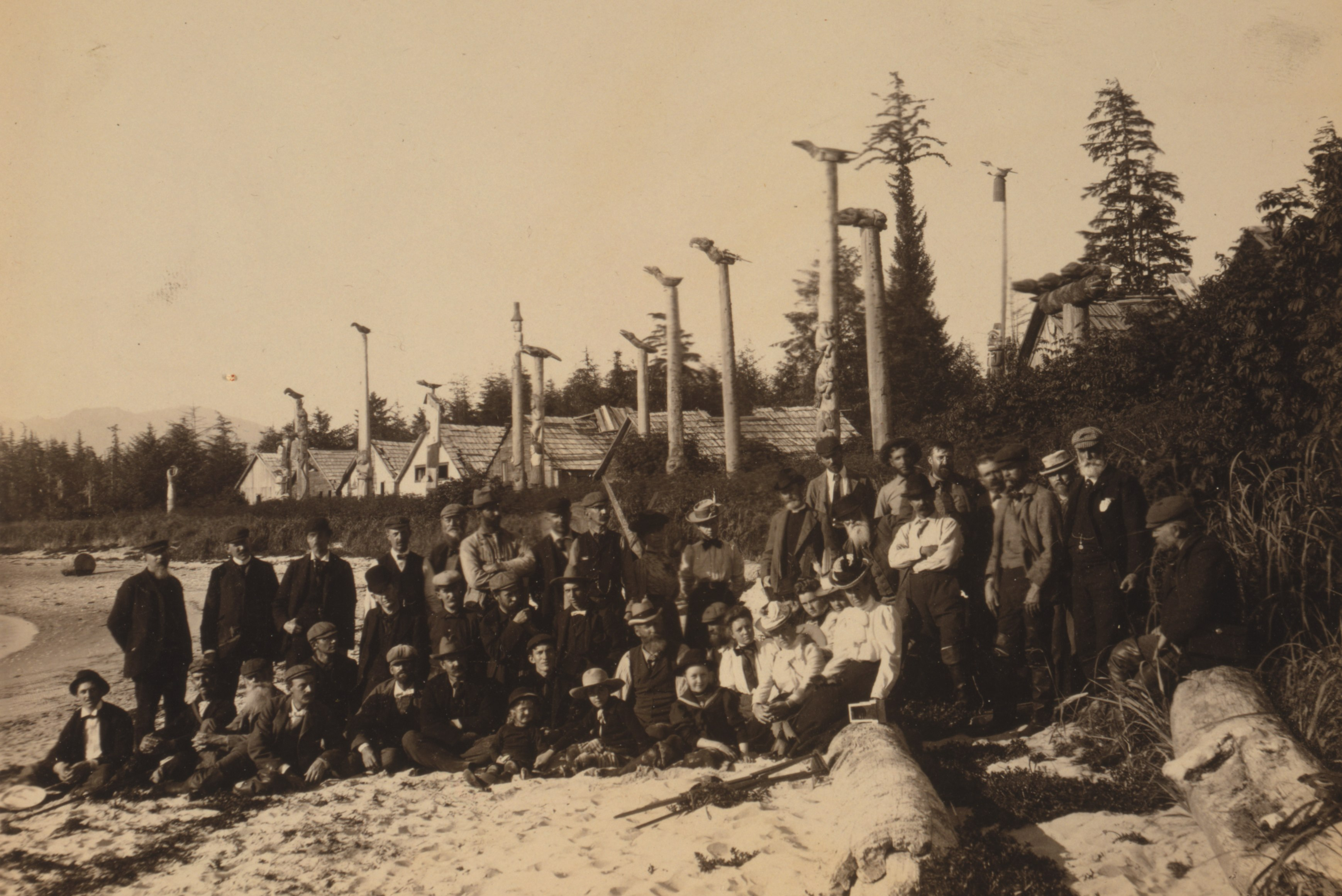
Les membres de l'expédition dans un village tlingit près de l'actuelle Ketchikan.
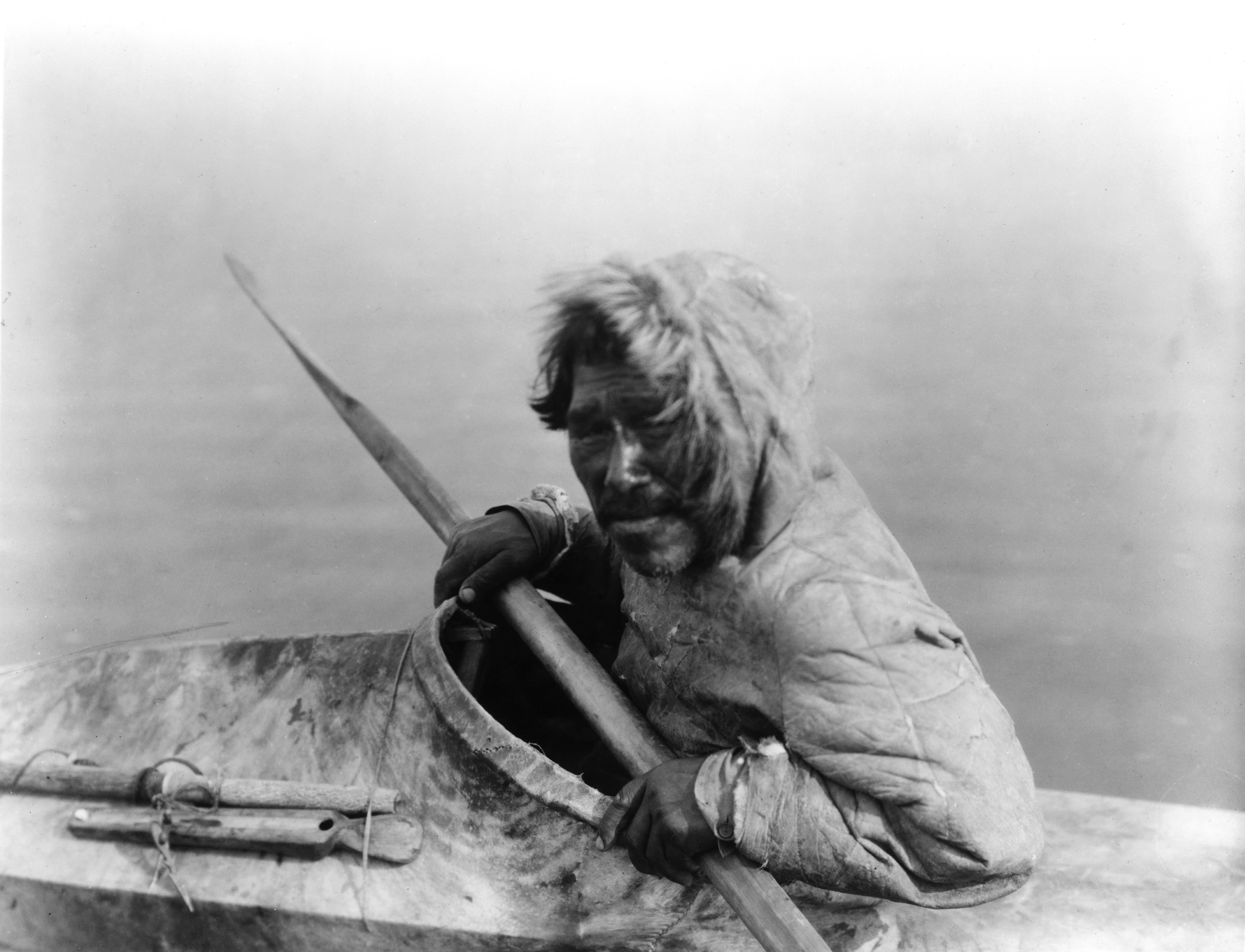
Un inuit photographié par Edward Sheriff Curtis lors de l'expédition.